# 落合恵子のちょっと待ってMONDAY
落合恵子のちょっと待ってMONDAY（おちあいけいこのちょっとまってマンデイ）は、文化放送の日曜日夜の時間帯で、1986年10月12日から1990年4月8日まで放送されていたラジオ番組。

## 概要
対象リスナーを主に女性とし、世の中の社会問題、関心事、時節の話題などあらゆることを女性の観点で見て考えていこうというコンセプトを持った、硬派寄りの情報・報道系トーク番組。局側は「新しい一週間を前にして、この番組が働く女性が心の準備をする時間としたい」と話している。スタッフもディレクターを始め、ミキサー以外の全員を女性で固めていた。
パーソナリティは元文化放送アナウンサーで作家の落合恵子。『セイ!ヤング』降板以来約8年ぶりのラジオパーソナリティとなった。当初は半年間だけの条件で出演していたが、好評により、本番組終了まで3年6か月に亘る出演となった。
本番組のタイトルには「月曜日が来るのは“ちょっと待って”」ということ（ネット局の中には後述の通り本当に月曜直前に放送した局もある）と、MONDAYのMONにMAN（男性）を掛けて「男性中心の社会（MANDAY）に“待った”を掛ける」という意味がある、としている。なお、「日曜の夜はTVを消して」がサブタイトルに付いていた。
本番組が生まれたきっかけは、国際女性デーの10年の締めくくりに当たる1985年11月23日、ラジオ沖縄が中心となって、女性が進行するイベント及び24時間の生放送が行われ、この日これに参加していた文化放送の女性スタッフが「このような番組をうちでもやりたい」と思ったことだったという。
番組開始当初は制作局・文化放送のみでの放送だったが、1987年4月からは秋田放送、IBC岩手放送が加わって3局ネットに、同年10月からは常時12局 - 約20局程のネットとなった。文化放送以外の各ネット局は1時間の短縮バージョンで放送されていた。なお和歌山放送など、ある意味タイトルに近い日曜23:00 - 24:00に放送していた局もある（後述）。
なお、本番組に影響される形で、STVラジオでも女性リスナーをターゲットにした同様のコンセプトを持った番組『日曜8時はおんな時刻』（1987年10月〜1990年3月、日曜20:00 - 22:00）が放送されていた。
1987年8月15日に、日本ジャーナリスト会議（JCJ）より奨励賞受賞（受賞対象は、『ちょっとコモンセンス』コーナーで放送された「太平洋戦争から45年〜女たちの12月8日」「東京大空襲を知っていますか」「国家機密法って何」「沖縄の女たち」の、一連の『戦争と女シリーズ』）。また、1990年には放送批評懇談会によって第27回奨励賞に選ばれている。

## 文化放送における放送時間
- 日曜21:30 - 23:30（1986年10月12日 - 1989年3月）
- 日曜22:00 - 23:30（1989年4月 - 1990年4月8日）

## タイムテーブル
※放送時間が21:30 - 23:30だった当時 
- 21:30 - オープニング
- 21:35頃 - ちょっとコモンセンス
様々な社会問題、関心する事、世間・会社において女性が直面する問題など、あらゆる事柄を取りあげて、リスナーからのはがき、スタッフによる取材テープなどをパーソナリティ・落合のコメントを交えて紹介。次の週には前週のテーマに対する反響のはがきも合わせて紹介していた。『男女雇用機会均等法』『セクシャルハラスメント』など女性にとって切実な問題から憲法、法律、戦争、核兵器の問題などまで取りあげていた。第1回放送のこのコーナーには土井たか子がゲスト出演した。
- 22:00 - オトコ時刻
各界の男性有名人をゲストに迎えてトークをしていた。
- 22:40 - ちょっといい関係 おとな倶楽部
主にリスナーからのはがき紹介。『おとな倶楽部』とは、本番組が募集して結成されたリスナーの組織であり、月1回の集いも行われていた。
- 23:00 - もっとロマンチック
落合による詩の朗読、及びオールディーズナンバーをかけていたコーナー。
- 23:25 - エンディング

## ネット局
（「→」は、放送曜日・時間帯変更なし、網掛け枠は放送なし）
| 局名         | 1987年4月 - 1987年9月 | 1987年10月 - 1988年3月 | 1988年4月 - 1988年9月 | 1988年10月 - 1989年3月 | 1989年4月 - 1989年9月 | 1989年10月 - 1990年4月 |
| ------------ | --------------------- | ---------------------- | --------------------- | ---------------------- | --------------------- | ---------------------- |
| 青森放送     |                       |                        |                       | 日曜21:00 - 22:00      |                       | 日曜21:00 - 22:00      |
| 秋田放送     | 日曜23:00 - 24:00     | 日曜22:00 - 23:00      | →                     | →                      | →                     | →                      |
| 岩手放送     | 日曜22:00 - 23:00     | →                      | →                     | →                      | →                     | →                      |
| 山形放送     |                       | 日曜23:00 - 24:00      | →                     | →                      | →                     | →                      |
| ラジオ福島   |                       | 日曜21:00 - 22:00      |                       | 日曜21:00 - 22:00      |                       | 日曜21:00 - 22:00      |
| 山梨放送     |                       |                        | 日曜23:00 - 24:00     | →                      | →                     | →                      |
| 信越放送     |                       | 日曜22:00 - 23:00      |                       | 日曜22:00 - 23:00      |                       | 日曜22:00 - 23:00      |
| 福井放送     |                       | 日曜20:00 - 21:00      | 日曜23:00 - 24:00     | →                      | →                     | →                      |
| 静岡放送     |                       |                        |                       |                        |                       | 日曜20:00 - 21:00      |
| 和歌山放送   |                       |                        | 日曜23:00 - 24:00     | →                      | →                     | →                      |
| 山陰放送     |                       | 日曜21:30 - 22:30      | 日曜24:00 - 25:00     | 日曜21:30 - 22:30      | 日曜24:30 - 25:30     | 日曜20:00 - 21:00      |
| 四国放送     |                       |                        |                       | 日曜20:30 - 21:30      |                       | 日曜20:30 - 21:30      |
| 西日本放送   |                       | 日曜21:00 - 22:00      | 日曜24:00 - 25:00     | 日曜21:00 - 22:00      |                       | 日曜21:00 - 22:00      |
| 南海放送     |                       |                        |                       | 日曜21:00 - 22:00      |                       | 日曜21:00 - 22:00      |
| 高知放送     |                       | 日曜20:00 - 21:00      | 日曜22:00 - 23:00     | →                      | →                     | →                      |
| 九州朝日放送 |                       |                        |                       | 日曜20:00 - 21:00      |                       |                        |
| 大分放送     |                       | 日曜21:00 - 22:00      |                       | 日曜21:00 - 22:00      |                       | 日曜21:00 - 22:00      |
| 長崎放送     |                       |                        | 日曜22:45 - 23:45     | →                      | 日曜24:45 - 25:45     | →                      |
| 熊本放送     |                       |                        | 日曜22:00 - 23:00     | 日曜24:05 - 25:05      | →                     | →                      |
| 宮崎放送     |                       | 日曜20:00 - 21:00      | 日曜22:20 - 23:20     | 日曜22:35 - 23:35      | →                     | →                      |
| 南日本放送   |                       |                        |                       | 日曜21:00 - 22:00      |                       | 日曜21:00 - 22:00      |
| ラジオ沖縄   |                       | 日曜21:00 - 22:00      |                       | 日曜21:00 - 22:00      |                       | 日曜21:00 - 22:00      |